# Panamericana Televisión
Panamericana Televisión (mai cunoscută ca Panamericana) este un canal de televiziune terestră din Peru, care și-a început transmisiunile în 1959.
Este a treia cea mai veche rețea de televiziune comercială din țară, după TV Perú și América Televisión, respectiv. De la începuturile sale până la sfârșitul anului 1996, și apoi în perioada de la începutul anului 2001 până la sfârșitul anului 2003, a fost considerat ca fiind canalul lider în audiență la nivel național, ocupând aproximativ 31% din piața sectorului în 1996.
Sediul principal de transmisii se află pe Av. Arequipa, în cartierul Santa Beatriz, Lima. Din 2015, este proprietatea Panamericana Televisión Inversiones S.A.C.